# Trofeo Alfredo Binda-Comune di Cittiglio 2017
La 42e édition du Trofeo Alfredo Binda-Comune di Cittiglio a lieu le 19 mars 2017. C'est la troisième épreuve de l'UCI World Tour féminin 2017. Elle est remportée par l'Américaine Coryn Rivera.

## Présentation

### Parcours
L'épreuve débute par une partie en ligne entre Taino et Cittiglio. Les coureuses effectuent alors un grand tour escaladant les pentes vers le village de Cunardo. Elles réalisent ensuite quatre tours du petit circuit, long de 18 km. Sa principale difficulté est la montée allant à Orino.

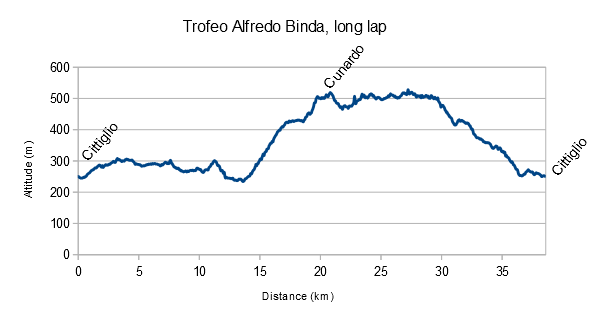
Profil du grand circuit
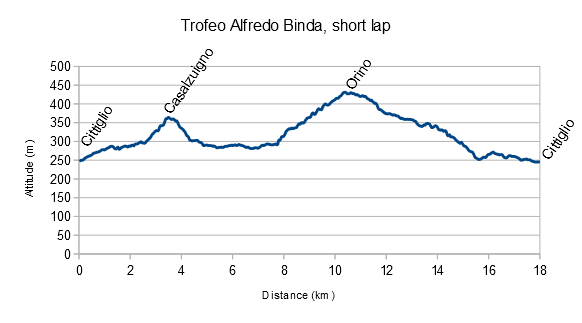
Profil du petit circuit

## Équipes
| Équipes féminines professionnelles (23)- Alé Cipollini Galassia - Aromitalia Vaiano - Astana Women's Team - BePink Cogeas - Boels Dolmans - BTC City Ljubljana - Canyon-SRAM - Cervélo Bigla - Cylance Pro Cycling - Drops - FDJ-Nouvelle Aquitaine-Futuroscope - Hitec Products - Lares-Waowdeals Women Cycling Team - Lensworld-Kuota - Orica-Scott - SC Michela Fanini - Servetto Giusta - Sunweb - Team Tibco-Silicon Valley Bank - Top Girls Fassa Bortolo - Valcar PBM - Wiggle High5 - WM3 Pro Cycling Équipes nationales (2)- Pays-Bas - Suisse |
| |

## Récit de la course
La première échappée part peu avant l'entrée sur le grand circuit. Elle est constituée d'Anna Trevisi, Silvia Valsecchi et Simona Frapporti. Elles se font reprendre sur les pentes de Cunardo. À la fin du premier tour ce circuit, un duo se détache. Il s'agit d'Anna Zita Maria Stricker et Lija Laizane. Au passage suivant sur la ligne, elles compte vingt secondes d'avance. Anna Zita Maria Stricker se maintient en tête jusqu'à la deuxième ascension d'Ornio, mais doit ensuite capituler. Jessica Allen tente ensuite sa chance. Elle reste à l'avant durant vingt kilomètres. La montée dans  Casalzuigno scinde le peloton, mais il se reforme rapidement. Tiffany Cromwell attaque ensuite mais elle est reprise dans les pentes vers Ornio. À l'entame du dernier tour, le peloton est encore conséquent, ce qui est inhabituelle sur cette course. Au passage sur la ligne, Katrin Garfoot et Shara Gillow, Alena Amialiusik et Marianne Vos s'échappent. La formation Boels Dolmans prend en charge la chasse et reprend les fuyardes. Dans l'ascension suivante, Annemiek van Vleuten passe à l'attaque. Elle est suivie par Elisa Longo Borghini,  Katarzyna Niewiadoma, Hanna Nilsson, Arlenis Sierra, Alena Amialiusik, Coryn Rivera et Katrin Garfoot. Celle-ci attaque de nouveau et arrive au pied de la dernière montée de la journée seule. Elisa Longo Borghini et Kataryna Niewiadoma sont quelques mètres derrière lorsque la route s'élève. Le peloton revient néanmoins sur les échappées. Annemiek van Vleuten, puis Katarzyna Niewiadoma et enfin Shara Gillow tentent une dernière attaque sur le plat, mais sans succès. La formation Sunweb et Ellen van Dijk en particulier mène le peloton. La victoire se joue au sprint. Ellen van Dijk lance le sprint pour Coryn Rivera. Elle mène le sprint de bout en bout. Seules Arnelis Sierra et Cecilie Uttrup Ludwig  parviennent à suivre, un trou se formant derrière elles. Coryn Rivera s'impose, Arlenis Sierra est deuxième et lève les bras sur la ligne, à l'évidence satisfaite de sa performance,.

## Classements

### Classement final
| \| Classement général \| Classement général \| Classement général \| Classement général \| Classement général \| \| Coureuse \| Coureuse \| Pays \| Équipe \| Temps \| \| ------------------ \| --------------------- \| ------------------ \| ------------------- \| ------------------ \| \| 1re \| Coryn Rivera \| États-Unis \| Sunweb \| 3 h 25 min 26 s \| \| 2e \| Arlenis Sierra \| Cuba \| Astana Women's Team \| + 0 s \| \| 3e \| Cecilie Uttrup Ludwig \| Danemark \| Cervélo Bigla \| + 0 s \| \| 4e \| Chantal Blaak \| Pays-Bas \| Boels Dolmans \| + 2 s \| \| 5e \| Elena Cecchini \| Italie \| Canyon-SRAM Racing \| + 2 s \| \| 6e \| Annemiek van Vleuten \| Pays-Bas \| Orica-Scott \| + 2 s \| \| 7e \| Eugenia Bujak \| Pologne \| BTC City Ljubljana \| + 2 s \| \| 8e \| Katarzyna Niewiadoma \| Pologne \| WM3 \| + 2 s \| \| 9e \| Elisa Longo Borghini \| Italie \| Wiggle High5 \| + 2 s \| \| 10e \| Ashleigh Moolman \| Afrique du Sud \| Cervélo Bigla \| + 2 s \| |                       |                |                     |                 |
| |                       |                |                     |                 |
| Source : ProCyclingStats |                       |                |                     |                 |
| Classement général |                       |                |                     |                 |
| Coureuse | Coureuse              | Pays           | Équipe              | Temps           |
| 1re | Coryn Rivera          | États-Unis     | Sunweb              | 3 h 25 min 26 s |
| 2e | Arlenis Sierra        | Cuba           | Astana Women's Team | + 0 s           |
| 3e | Cecilie Uttrup Ludwig | Danemark       | Cervélo Bigla       | + 0 s           |
| 4e | Chantal Blaak         | Pays-Bas       | Boels Dolmans       | + 2 s           |
| 5e | Elena Cecchini        | Italie         | Canyon-SRAM Racing  | + 2 s           |
| 6e | Annemiek van Vleuten  | Pays-Bas       | Orica-Scott         | + 2 s           |
| 7e | Eugenia Bujak         | Pologne        | BTC City Ljubljana  | + 2 s           |
| 8e | Katarzyna Niewiadoma  | Pologne        | WM3                 | + 2 s           |
| 9e | Elisa Longo Borghini  | Italie         | Wiggle High5        | + 2 s           |
| 10e | Ashleigh Moolman      | Afrique du Sud | Cervélo Bigla       | + 2 s           |

### UCI World Tour
| Position,          | 1er | 2e  | 3e | 4e | 5e | 6e | 7e | 8e | 9e | 10e | 11e | 12e | 13e | 14e | 15e | 16e | 17e | 18e | 19e | 20e |
| Classement général | 120 | 100 | 85 | 70 | 60 | 50 | 40 | 35 | 30 | 25  | 20  | 18  | 16  | 14  | 12  | 10  | 8   | 6   | 4   | 2   |

## Organisation
Le directeur de la course est Mario Minervino. Son vice-président est Lino Guastaldi.

### Prix
Les prix suivants sont distribués :
| Position | 1er     | 2e    | 3e    | 4e    | 5e    | 6e    | 7e    | 8e    | 9e    | 10e   |
| Prix     | 1 128 € | 846 € | 564 € | 338 € | 282 € | 254 € | 225 € | 198 € | 169 € | 141 € |

En sus, les coureuses placées de la 11e à la 15e place gagnent 113 €, celles placées de la 16e à la 20e place 84 €.

## Liste des participantes
| Légende | Légende                                                                                | Légende | Légende                                                    |
| ------- | -------------------------------------------------------------------------------------- | ------- | ---------------------------------------------------------- |
| Num     | Dossard de départ porté par le coureur sur ce Trofeo Alfredo Binda-Comune di Cittiglio | Pos     | Position à l'arrivée de la course                          |
|         | Indique un maillot de champion national ou mondial, suivi de sa spécialité             | NP      | Indique un coureur qui n'a pas pris le départ de la course |
| AB      | Indique un coureur qui n'a pas terminé la course                                       | HD      | Indique un coureur qui a terminé la course hors des délais |

| Boels Dolmans DLT | Boels Dolmans DLT               | Boels Dolmans DLT |
| ----------------- | ------------------------------- | ----------------- |
| Num               | Coureur                         | Pos               |
| 1                 | Elizabeth Deignan (GBR)         | 39e               |
| 2                 | Anna van der Breggen (NED)      | AB                |
| 3                 | Amy Pieters (NED)               | AB                |
| 4                 | Karol-Ann Canuel (CAN)          | 88e               |
| 5                 | Christine Majerus (LUX) (route) | AB                |
| 6                 | Chantal Blaak (NED)             | 4e                |

| Wiggle High5 WHT | Wiggle High5 WHT            | Wiggle High5 WHT |
| ---------------- | --------------------------- | ---------------- |
| Num              | Coureur                     | Pos              |
| 7                | Elisa Longo Borghini (ITA ) | 9e               |
| 8                | Giorgia Bronzini (ITA )     | 86e              |
| 9                | Audrey Cordon (FRA)         | 24e              |
| 10               | Claudia Lichtenberg (GER)   | 45e              |
| 11               | Emilia Fahlin (SWE)         | 79e              |
| 12               | Amy Roberts (GBR)           | AB               |

| WM3 | WM3                                | WM3 |
| --- | ---------------------------------- | --- |
| Num | Coureur                            | Pos |
| 13  | Marianne Vos (NED)                 | 29e |
| 14  | Lauren Kitchen (AUS)               | AB  |
| 15  | Jeanne Korevaar (NED)              | AB  |
| 16  | Katarzyna Niewiadoma (POL) (route) | 8e  |
| 17  | Anna Plichta (POL)                 | AB  |
| 18  | Valentina Scandolara (ITA)         | 74e |

| Sunweb SUN | Sunweb SUN               | Sunweb SUN |
| ---------- | ------------------------ | ---------- |
| Num        | Coureur                  | Pos        |
| 19         | Leah Kirchmann (CAN)     | 43e        |
| 20         | Juliette Labous (FRA)    | 47e        |
| 21         | Coryn Rivera (USA)       | 1re        |
| 22         | Rozanne Slik (NED)       | 48e        |
| 23         | Sabrina Stultiens (NED ) | 50e        |
| 24         | Ellen van Dijk (NED)     | 19e        |

| Canyon-SRAM Racing LPR | Canyon-SRAM Racing LPR        | Canyon-SRAM Racing LPR |
| ---------------------- | ----------------------------- | ---------------------- |
| Num                    | Coureur                       | Pos                    |
| 25                     | Alena Amialiusik (BLR)        | 20e                    |
| 26                     | Hannah Barnes (GBR) (route)   | 63e                    |
| 27                     | Elena Cecchini (ITA) (route)  | 5e                     |
| 28                     | Tiffany Cromwell (AUS )       | 57e                    |
| 29                     | Pauline Ferrand-Prévot (FRA ) | 34e                    |
| 30                     | Alexis Ryan (USA )            | AB                     |

| Orica-Scott ORS | Orica-Scott ORS              | Orica-Scott ORS |
| --------------- | ---------------------------- | --------------- |
| Num             | Coureur                      | Pos             |
| 31              | Annemiek Van Vleuten (NED)   | 6e              |
| 32              | Amanda Spratt (AUS)          | 27e             |
| 33              | Katrin Garfoot (AUS) (route) | 11e             |
| 34              | Jessica Allen (AUS)          | 75e             |
| 35              | Georgia Williams (AUS)       | 62e             |
| 36              | Jenelle Crooks (AUS)         | AB              |

| Cervélo Bigla CBT | Cervélo Bigla CBT           | Cervélo Bigla CBT |
| ----------------- | --------------------------- | ----------------- |
| Num               | Coureur                     | Pos               |
| 37                | Ashleigh Moolman (RSA)      | 10e               |
| 38                | Cecilie Uttrup Ludwig (DEN) | 3e                |
| 39                | Marie Vilmann (DEN)         | 28e               |
| 40                | Clara Koppenburg (GER)      | 77e               |
| 41                | Lisa Klein (GER)            | 58e               |
| 42                | Lotta Lepistö (FIN) (route) | 59e               |

| Alé Cipollini ALE | Alé Cipollini ALE     | Alé Cipollini ALE |
| ----------------- | --------------------- | ----------------- |
| Num               | Coureur               | Pos               |
| 43                | Anisha Vekemans (BEL) | 73e               |
| 44                | Carlee Taylor (AUS)   | AB                |
| 45                | Soraya Paladin (ITA)  | 52e               |
| 46                | Daiva Tušlaitė (LTU)  | AB                |
| 47                | Anna Trevisi (ITA)    | AB                |
| 48                | Janneke Ensing (NED)  | 23e               |

| Cylance CPC | Cylance CPC                 | Cylance CPC |
| ----------- | --------------------------- | ----------- |
| Num         | Coureur                     | Pos         |
| 49          | Rossella Ratto (ITA )       | 81e         |
| 50          | Małgorzata Jasińska (POL)   | 38e         |
| 51          | Danielle King (GBR )        | 15e         |
| 52          | Joëlle Numainville (CAN)    | 89e         |
| 53          | Marta Tagliaferro (ITA )    | AB          |
| 54          | Sheyla Gutierrez Ruiz (ESP) | 49e         |

| Bepink BPK | Bepink BPK                    | Bepink BPK |
| ---------- | ----------------------------- | ---------- |
| Num        | Coureur                       | Pos        |
| 55         | Alison Jackson (CAN)          | 30e        |
| 56         | Kseniya Tuhai (BLR)           | AB         |
| 57         | Silvia Valsecchi (ITA)        | AB         |
| 58         | Ilaria Sanguineti (ITA)       | 82e        |
| 59         | Maria Vittoria Sperotto (ITA) | AB         |
| 60         | Olga Zabelinskaya (RUS)       | 33e        |

| Hitec Products HPU | Hitec Products HPU           | Hitec Products HPU |
| ------------------ | ---------------------------- | ------------------ |
| Num                | Coureur                      | Pos                |
| 61                 | Katrine Aalerud (NOR)        | 32e                |
| 62                 | Ingvild Gåskjenn (NOR)       | AB                 |
| 63                 | Simona Frapporti (ITA)       | AB                 |
| 64                 | Vita Heine (NOR) (route)     | 14e                |
| 65                 | Cecilie Gotaas Johnsen (NOR) | AB                 |
| 66                 | Miriam Bjornsrud (NOR)       | AB                 |

| Lares-Waowdeals Women LWW | Lares-Waowdeals Women LWW   | Lares-Waowdeals Women LWW |
| ------------------------- | --------------------------- | ------------------------- |
| Num                       | Coureur                     | Pos                       |
| 67                        | Thalita de Jong (NED)       | 60e                       |
| 68                        | Flávia Oliveira (BRA)       | 18e                       |
| 69                        | Amélie Rivat (FRA)          | 41e                       |
| 70                        | Saartje Vandenbroucke (BEL) | AB                        |
| 71                        | Sarah Inghelbrecht (BEL)    | AB                        |

| Lensworld-Kuota LWK | Lensworld-Kuota LWK             | Lensworld-Kuota LWK |
| ------------------- | ------------------------------- | ------------------- |
| Num                 | Coureur                         | Pos                 |
| 73                  | Maria Giulia Confalonieri (ITA) | 31e                 |
| 75                  | Tatiana Guderzo (ITA)           | 16e                 |
| 77                  | Tetiana Riabchenko (UKR)        | 40e                 |
| 78                  | Nathalie Verschelden (BEL)      | 61e                 |

| FDJ-Nouvelle Aquitaine-Futuroscope FUT | FDJ-Nouvelle Aquitaine-Futuroscope FUT | FDJ-Nouvelle Aquitaine-Futuroscope FUT |
| -------------------------------------- | -------------------------------------- | -------------------------------------- |
| Num                                    | Coureur                                | Pos                                    |
| 79                                     | Charlotte Bravard (FRA)                | 54e                                    |
| 80                                     | Séverine Eraud (FRA)                   | 69e                                    |
| 81                                     | Shara Gillow (AUS)                     | 17e                                    |
| 82                                     | Annabelle Dreville (FRA)               | AB                                     |
| 83                                     | Greta Richioud (FRA)                   | AB                                     |
| 84                                     | Eri Yonamine (JPN) (route)             | 55e                                    |

| BTC City Ljubljana BTC | BTC City Ljubljana BTC         | BTC City Ljubljana BTC |
| ---------------------- | ------------------------------ | ---------------------- |
| Num                    | Coureur                        | Pos                    |
| 85                     | Eugenia Bujak (POL)            | 7e                     |
| 86                     | Ursa Pintar (SLO)              | 26e                    |
| 87                     | Polona Batagelj (SLO) (route)  | 37e                    |
| 88                     | Hanna Nilsson (SWE)            | 13e                    |
| 89                     | Anna Zita Maria Stricker (ITA) | AB                     |
| 90                     | Mia Radotic (POL) (route)      | AB                     |

| Astana Women's ASA | Astana Women's ASA          | Astana Women's ASA |
| ------------------ | --------------------------- | ------------------ |
| Num                | Coureur                     | Pos                |
| 91                 | Natalya Saifutdinova (KAZ)  | 65e                |
| 92                 | Sofia Bertizzolo (ITA)      | AB                 |
| 93                 | Arianna Fidanza (ITA)       | 56e                |
| 94                 | Makhabbat Umutzhanova (KAZ) | AB                 |
| 95                 | Arlenis Sierra (CUB)        | 2e                 |
| 96                 | Lara Vieceli (ITA)          | 21e                |

| Tibco-SVB TIB | Tibco-SVB TIB          | Tibco-SVB TIB |
| ------------- | ---------------------- | ------------- |
| Num           | Coureur                | Pos           |
| 97            | Jennifer Tetrick (USA) | AB            |
| 98            | Ingrid Drexel (MEX)    | 78e           |
| 99            | Heather Fischer (USA)  | AB            |
| 100           | Kathrin Hammes (GER)   | 70e           |
| 101           | Lauren Stephens (USA)  | 51e           |
| 102           | Brianna Walle (USA)    | 80e           |

| Servetto Giusta SER | Servetto Giusta SER     | Servetto Giusta SER |
| ------------------- | ----------------------- | ------------------- |
| Num                 | Coureur                 | Pos                 |
| 103                 | Anna Potokina (RUS)     | 46e                 |
| 104                 | Kseniia Dobrynina (RUS) | AB                  |
| 105                 | Ting Ying Huang (TPE)   | AB                  |
| 106                 | Camila Lozano (COL)     | 71e                 |
| 107                 | Daniela Gass (GER)      | AB                  |
| 108                 | Letizia Borghesi (ITA)  | AB                  |

| SC Michela Fanini Rox MIC | SC Michela Fanini Rox MIC | SC Michela Fanini Rox MIC |
| ------------------------- | ------------------------- | ------------------------- |
| Num                       | Coureur                   | Pos                       |
| 109                       | Francesca Balducci (ITA)  | AB                        |
| 110                       | Anna Ceoloni (ITA)        | 76e                       |
| 111                       | Iraida Garcia (CUB)       | 66e                       |
| 112                       | Valeriya Kononenko (UKR)  | AB                        |
| 113                       | Monika Kiraly (HUN)       | 68e                       |
| 114                       | Jutatip Maneephan (THA)   | AB                        |

| Drops DRP | Drops DRP              | Drops DRP |
| --------- | ---------------------- | --------- |
| Num       | Coureur                | Pos       |
| 115       | Alice Barnes (GBR)     | AB        |
| 116       | Anna Christian (GBR)   | 64e       |
| 117       | Ann-Sophie Duyck (BEL) | 44e       |
| 118       | Elizabeth Holden (GBR) | AB        |
| 119       | Martina Ritter (AUT)   | 25e       |
| 120       | Susanna Zorzi (ITA)    | 85e       |

| Aromitalia Vaiano VAI | Aromitalia Vaiano VAI | Aromitalia Vaiano VAI |
| --------------------- | --------------------- | --------------------- |
| Num                   | Coureur               | Pos                   |
| 121                   | Rasa Leleivytė (LTU)  | 12e                   |
| 122                   | Lija Laizane (LAT)    | AB                    |
| 123                   | Nicole Nesti (ITA)    | AB                    |
| 124                   | Elena Franchi (ITA)   | 53e                   |
| 125                   | Alessia Bulleri (ITA) | AB                    |
| 126                   | Lisa De Ranieri (ITA) | AB                    |

| Top Girls Fassa Bortolo TOP | Top Girls Fassa Bortolo TOP | Top Girls Fassa Bortolo TOP |
| --------------------------- | --------------------------- | --------------------------- |
| Num                         | Coureur                     | Pos                         |
| 127                         | Beatrice Bartelloni (ITA)   | AB                          |
| 128                         | Sara Mariotto (ITA)         | AB                          |
| 129                         | Asja Paladin (ITA)          | 36e                         |
| 130                         | Michela Pavin (ITA)         | AB                          |
| 131                         | Nadia Quagliotto (ITA)      | AB                          |
| 132                         | Beatrice Rossato (ITA)      | 87e                         |

| Valcar-PBM VAL | Valcar-PBM VAL         | Valcar-PBM VAL |
| -------------- | ---------------------- | -------------- |
| Num            | Coureur                | Pos            |
| 133            | Elisa Balsamo (ITA)    | 35e            |
| 134            | Chiara Zanettin (ITA)  | AB             |
| 135            | Silvia Pollicini (ITA) | AB             |
| 136            | Dalia Muccioli (ITA)   | 83e            |
| 137            | Silvia Persico (ITA)   | 84e            |
| 138            | Marta Cavalli (ITA)    | AB             |

| Équipe nationale des Pays-Bas | Équipe nationale des Pays-Bas | Équipe nationale des Pays-Bas |
| ----------------------------- | ----------------------------- | ----------------------------- |
| Num                           | Coureur                       | Pos                           |
| 139                           | Nina Buysman (NED)            | 67e                           |
| 140                           | Demi De Jong (NED)            | AB                            |
| 141                           | Aafke Soet (NED)              | AB                            |
| 142                           | Pauline Rooijakkers (NED)     | AB                            |
| 143                           | Nicole Steigenga (NED)        | AB                            |
| 144                           | Eva Buurman (NED)             | AB                            |

| Équipe nationale de Suisse | Équipe nationale de Suisse | Équipe nationale de Suisse |
| -------------------------- | -------------------------- | -------------------------- |
| Num                        | Coureur                    | Pos                        |
| 145                        | Sina Frei (SUI)            | 42e                        |
| 146                        | Corina Gantenbein (SUI)    | 72e                        |
| 147                        | Linda Indergand (SUI)      | 22e                        |
| 148                        | Lena Mettraux (SUI)        | AB                         |
| 149                        | Michelle Andres (SUI)      | AB                         |
| 150                        | Aline Seitz (SUI)          | AB                         |

Source.